# 서울 연고 공동화 정책
서울 연고 공동화 정책(緣故空洞化政策)은 한국프로축구연맹과 대한민국 정부가2002년 월드컵 유치를 위해 서울보다 지방축구 활성화를 통한전국적인 프로축구 열기 확산과 서울의 축구전용구장 건설을 목표로 1996년 초에 시행했던 정책이다. 1995년 말까지 서울에 전용구장 건립계획 수립이라는 현실적으로 실행하기 어려운서울 잔류 조건을 내건 이 정책에 따라 당시 서울특별시를 연고지로 하고 있었던 일화 천마 (현 성남 FC), LG 치타스 (현 FC 서울), 유공 코끼리 (현 제주 유나이티드) 등 3개 프로축구단들은 지방으로 이전하였고 서울 연고지는 공동화(空洞化) 되었다.

## 배경
2002년 FIFA 월드컵 유치와 지방자치제도 확대 공약을 내걸었던 김영삼 정부가 1993년 2월 취임 후 월드컵 유치를 적극 추진하라고 내각에 지시하였으며 1993년 6월 1일 대한축구협회 주도로 대회 유치 활동이 진행 중이었다.
1993년 11월 1일 김영삼 대통령은 민간 주도의 월드컵 유치 활동에 대한 정부의 지원을 약속하였으며, 문화체육부 장관이 월드컵 유치를 위해서는 국내축구 활성화가 무엇보다 중요하다며 국내 프로축구 활성화를 위해 프로축구팀 창단을 비롯한 정부 주도로 축구발전계획을 세우겠다고 발표했다.
그리하여 대한축구협회는 1993년 말부터 대기업인 삼성그룹과 금호그룹에 각각 경북과 호남을 연고지로 하는 프로축구단 창단을 적극 권유하는 등 다각적으로 노력하기 시작하였다.
그리고 기존 광역지역연고제를 보완하기 위해 1990시즌부터는 한 구단이 단일 도시만을 연고지로 정하고 밀착하는 도시지역연고제가 공식 도입되었고, 1990년 럭키금성 황소, 1991년 유공 코끼리가 각각 서울로 이전하여 서울 3개 구단 시대가 개막하였다. 그후 각 구단들이 연고지에서 적극적인 지역연고정착 활동을 시행하였다. 그 후 LG 치타스가 자체적으로 실시한 설문조사에서는 서울 지역에서 지역연고제가 뿌리를 내리고 있는 것으로 평가되었다.
또한 당시 서울을 연고지로 하던 일화 천마, LG 치타스, 유공 코끼리는 팬확보를 위해 다양한 팬서비스와 경품 제공 등을 하며 서울에서 연고지 정착을 위해 노력하고 있던 상황이었다.
- 1995 시즌 당시 K리그 참가 구단과 연고지 현황

| 지역   | 연고지 | 구단          |
| ------ | ------ | ------------- |
| 수도권 | 서울   | 일화 천마     |
| 수도권 | 서울   | LG 치타스     |
| 수도권 | 서울   | 유공 코끼리   |
| 영남권 | 포항   | 포항 아톰즈   |
| 영남권 | 부산   | 대우 로얄즈   |
| 영남권 | 울산   | 현대 호랑이   |
| 호남권 | 전북   | 전북 다이노스 |
| 호남권 | 전남   | 전남 드래곤즈 |

## 시행

### 지역 연고 재조정 논의 시작
1994년 미국 월드컵 이후 1994년 7월 13일 문화체육부가 직접 프로축구의 지역연고제 개선에 참여하기로 결정하였고 이에 발맞추어 대한축구협회는 서울 연고지 재조정을 발표하며 기존 추진중이던 공동화 방안과 서울 연고 3개 구단들을 서울 지역내에서 강남과 강북으로 분할하는 두 가지 방안을 다각적으로 검토한다.

### 한국프로축구연맹 출범과 연고지 조정 조율
1994년 7월 20일 프로축구만을 전담하는 새로운 행정기구인 한국프로축구연맹이 공식 출범을 하였다. 한국프로축구연맹은 정부의 지원계획에 따라 국내 프로팀 수를 늘리고 J리그를 5년안에 추월한다는 목표아래 연고지의 재조정, 서울 연고 3개 구단을 각 시, 도로 분산시키는 것을 적극 추진하겠다고 발표하였다.
이어 1994년 12월 16일 한국프로축구연맹은 지역연고제 시행을 발표하며, 12월 20일 한국프로축구연맹 이사회에서 서울 연고 3개 구단이 서울을 포함한 연고 도시를 선택하지 못 할 경우 강제로 연고도시를 배정하고 구단의 의사와 관계없이 1995 시즌을 시행할 계획을 밝혔다.
그러나 실제 12월 20일 열린 한국프로축구연맹 이사회에서는 LG, 유공, 일화가 몰려있는 서울 지역의 연고지 재배치는 현행대로 공동구역으로 하자는 안과 지역적으로 3등분하자는 안이 나와 추후 한국프로축구연맹 이사회에서 논의키로 하면서, 강제로 연고도시가 배정되지는 않고 연고지 조정이 뒤로 미루어졌다. 프로축구연맹은 1994년 12월 20일 이사회 이후 다음 이사회 때 도시 배정을 확정짓기 위해 노력하였는데, LG 치타스의 경우에는 결정을 내리지 않고 시간을 끌었다.이후 1995년 2월, 김기복 한국프로축구연맹 사무총장은 서울 연고 3개 구단의 협의가 원만히 이루어지지 않을 경우, 투표를 통해 결정할 계획이라고 밝혔다.

### 한국프로축구연맹의 정책 결의
1995년 2월 13일 한국프로축구연맹 이사회는 2002년 FIFA 월드컵 유치를 위한 전국적인 축구 열기 확산과 지방 축구 활성화라는 대의명분을 내세워, 1995년 말까지 서울에 축구전용구장 건립계획을 수립하는 구단에 대해서는 서울 잔류를 허용하고, 그렇지 않은 구단은 1996년 1월 1일부로 연고지를 이전하기로 결의했다. 이후 이를 서울 연고 3개 구단과의 합의했다. 한편 연고지 이전 이후에도 서울에 축구전용구장 건립을 약속하면 서울 연고 복귀시 우선권을 준다는 단서 조항을 만들어 당시 축구계 숙원인 서울의 축구전용구장 건설을 추진하기로 했다. 그러나 1996년 6월 1일 2002년 FIFA 월드컵 유치 확정에도 불구하고 축구전용구장 건설에 대해서는 대한축구협회 정몽준 회장조차 지방에서는 건설이 활성화 되겠지만 서울에서는 현실적으로 어려울 것으로 전망하였다.

### 3개 구단의 합의번복과 강제시행
하지만 서울 연고지를 고수하려는 기존 구단들과 마찰을 겪었다. 특히 1995년 10월 이사회에서 유공 단장은 서울을 떠나게 된다면 된다면 축구단 운영 포기를 할 수 있다고 강경한 입장을 보이는 등 축구계 내부적으로 해결될 기미가 보이지 않았다.
이에 따라 연맹은 1995년 연말까지 서울을 떠나지 않을 경우 1996시즌부터 리그 참여를 금지시키는 내부 방침을 정하고 1995년 11월초 각 구단에 서울 이전 계획서를 제출하라는 공문을 발송하는한편 청와대에서 다시 한번 프로축구연맹을 통해 이들 3개 구단에 연고지 이전 지침을 내렸다.이와 관련하여 축구 관계자들은 청와대가 직접 개입하여 연고지 이전 지침을 내린 이유에 대해 구단들이 서울을 비울 수 없다고 반대하자 당시 2002 FIFA 월드컵 유치를 위해 정부와 자주 교류하던 축구계에서‘압력을 넣어달라고 정부에 요청하지 않았겠느냐’라고 추론하고 있다.
그리하여 연말까지 각 구단은 서울 연고지를 고수하기 위해 연맹의 정책에 저항하고 팬들의 반대 시위도 있었지만 결국 서울 연고 3개 구단들은 다른 지방으로 이전하여 서울 연고 공동화 정책의 강제시행이 완료되었다.

#### 유공 코끼리의 이전
1996년 1월 4일, 구단 해체까지 불사하겠다던 유공 코끼리는 부천으로의 연고지 이전 방침을 발표했다. 이와 함께 유공 코끼리는 부천 신시가지 2만평 터에 5백 50억원의 건축 비용으로 2만석 규모의 주경기장과 2개의 연습구장을 가진 전용구장 건립 계획을 밝혔다.또한 클럽 명칭을 유공 코끼리에서 부천 유공으로 변경했다.

#### 일화 천마의 이전
동년 3월 30일, 일화 천마는 천안으로의 연고지 이전을 발표했는데 선문대(천안 아산), 일화 청원공장 등 통일교가 어느 정도 기반을 다져놓은 지역이었으며 한때 대구에서 오퍼가 왔으나 통일교가 대구에 제대로 연고가 있는 것도 아니었고 종교세가 약한 지역이어도 모자를 판에 대구는 전통적으로 불교세가 엄청나게 강한 지역이라 좌절됐다. 천안시와 일화의 발표에 따르면, 천안시가 총 사업비 12억원을 투입해 오룡경기장을 축구전용구장으로 전환하고, 백석동 일대 12만평 부지에 2001년까지 국제 규모의 종합운동장을 마련하기로 하여 이전이 결정되었다. 이에 따라 클럽 명칭을 일화 천마에서 천안 일화 천마로 변경했다.

#### LG 치타스의 이전
그리고 4월 27일, 그동안 서울 연고지 고수를 강력히 희망해 오던 LG 치타스는, 그때까지 새 연고지로 저울질해 오던 안양, 대전, 창원 중 축구열기와 지역적 특성 등을 감안해 안양으로 새 연고지를 결정했다.이에 따라 클럽 명칭을 안양 LG 치타스로 변경했다.

## 주요 사건 일지
| 일시                                           | 사건 |
| ---------------------------------------------- | --- |
| 1994년 4월                                     | 대한축구협회 서울 연고 3개 구단의 연고권 분산 추진 중                                                                                        |
| 1994년 5월 30일                                | 대한축구협회 정몽준 회장 서울 연고 3개 구단 지방 분산 추진 언급                                                                              |
| 1994년 7월 4일                                 | 문화체육부의 프로축구 지역연고제 개선 계획 발표                                                                                              |
| 1994년 7월 15일                                | 대한축구협회, 서울 연고 3개 구단을 각 시,도에 분배하는 방안과 서울 지역내에서 분할하는 두 가지 방안 다각적 검토 계획 발표                    |
| 1994년 7월 20일                                | 한국프로축구연맹 공식 출범과 함께 J리그를 5년안에 추월한다는 목표아래 연고지 재조정 및 일화, 유공, LG를 각 시도로 분산시키겠다는 계획을 발표 |
| 1994년 12월 16일                               | 연맹 이사회 4일전 서울 연고 3개 구단들이 연고 도시를 선택하지 못 할 경우 강제로 연고도시 배정 계획 발표                                      |
| 1994년 12월 20일                               | 연맹 이사회: 서울 지역 내 분할 방식이 대안으로 제시되어 연고 도시 결정이 미루어짐                                                            |
| 1995년 1월 12일                                | 연맹 이사회: 일화, 유공 축구단 - 서울 지역을 공동화(空洞化)하는 원칙이 정해지면 이동함 LG 축구단은 차기 이사회에서 논의함                    |
| 1995년 1월 13일                                | 서울 연고 3개 구단 연고 도시 선택 불투명 |
| 1995년 2월 13일                                | 연맹 이사회: 조건부 서울 공동화를 결정 발표                                                                                                  |
| 1995년 2월–10월 사이 (정확한 합의 시기는 미상) | 서울 3개 구단, 연맹 이사회 결정에 합의 |
| 1995년 10월 20일                               | 연맹 이사회: 유공 단장 서울 잔류 실패시 축구단 운영 포기 거론하며 합의 번복                                                                  |
| 1995년 11월 초                                 | 청와대 연고이전 이전지침 프로축구연맹에 하달                                                                                                 |
| 1995년 11월 초                                 | 3개 구단 공동화 불이행시 연맹 리그참가 불허 공지 발표                                                                                        |
| 1995년 12월                                    | 서울 지역 3개 구단, 연고지 이전 준비도 하지만 여전히 잔류 모색                                                                               |
| 1996년 1월 4일                                 | 유공 코끼리 부천으로 연고지 이전 확정 |
| 1996년 3월 29일                                | 일화 천마 천안으로 연고지 이전 확정 |
| 1996년 4월 26일                                | LG 치타스 안양으로 연고지 이전 확정 |
| 2017년 9월 1일                                 | FC 서울 구단 1995년 서울 공동화 결의에 관한 한국프로축구연맹 이사회 문건 공개                                                                |

## 철폐

### 정책 시행 직후
1996년 정책 시행 이후 동아일보를 비롯한 언론에서 서울을 비롯 대도시 위주로 프로축구 연고지를 재편해야 한다는 의견들이 나왔다. 또한 1998년 11월에 있었던 연맹 주최의 공청회에서도 서울에서 프로축구 활성화를 위한 대책수립에 대한 의견이 제시되었으며 이에 대해 연맹에서는 1999년부터 서울 연고지에서 중립경기를 확대하겠다는 답변을 하였고 1999년 시즌 5경기를 동대문구장에서 개최하기로 했다.
1999년 10월 연맹은 다시 서울 연고 구단을 만들기로 결정하였으며 이듬해 2000년 5월 12일, 한국프로축구연맹 제4차 이사회에서 창단이든 이전이든 2개의 서울 연고 구단이 필요하다는 데 합의하여, 서울 연고 구단에게는 창단가입금 10억원과 발전기금 242억원 이상을 받기로 했다. 다만 이 결정은 ‘선 신생팀 창단, 후 기존구단 이전’원칙이었다.
이런 연맹의 공동화 정책 철폐 움직임과 함께 과거 서울 연고 3개 구단들이 서울 복귀에 관심을 나타내는 일련의 움직임이 나타났다. 성남 일화 천마의 연고지 사태와 관련된 KBS 추적 60분 2001년 3월 25일 방송분에서 성남시 축구협회장에게 1999년 9월 당시 부천 SK 단장으로부터 전화가 와서 안양 LG가 앞으로 상암구장 사용을 신청하니 우리 부천 SK도 서울 상암구장 사용 신청을 안 할 수가 없다는 발언을 하였으며2000년 6월 당시 안양 LG 치타스 단장은 연맹에서 기존 구단의 서울 입성을 원칙적으로 반대하지 않으니 서울 연고지 복귀를 가능성을 두고 추진하겠다고 발표하였다.

### 서울시 프로축구단 창단 논의
2002년 FIFA 월드컵이 끝난 후, 서울월드컵경기장 활용 방안을 찾던 서울특별시는 대한축구협회와 함께 서울시 프로축구구단 창단을 논의했다. 당시 서울월드컵경기장 건설비 2천억원 중 250억원 가량을 서울특별시에게 내야 하는 대한축구협회는 이 금액을 2-3개의 프로축구구단을 유치하여 해결하려고 했다.
2003년, 국민은행과 KT가 축구단 창단을 검토하였으나, 축구발전기금과 연맹가입금 등으로 250억원을 포함한 창단 비용이 부담되어 쉽게 창단을 결정하지 못했다.
그러자 대한축구협회는 서울 프로축구단 창단에 걸림돌이 되는 분담금 250억원을 서울시에 탕감을 요청했지만, 서울시는 창단 계획을 먼저 제출하면 탕감을 논의해 보겠다는 반응을 보였다.
또한 대한축구협회는 기존 K리그 팀들 중에서도 분담금이 100억원 정도로 줄어든다면 연고지 이전을 하겠다는 팀들이 있다고 밝혔다.
이에 서울시는 2003년 9월 3일, 서울 연고 프로축구팀을 창단하는 기업에 1백억원을 출연하는‘축구발전 지원계획’을 발표했다. 이에 금호그룹이 창단을 검토했으나, 10월 13일 창단 계획 백지화를 발표했다.

### 안양시의 인프라 구축 약속 미이행과 안양 LG의 이전 선언
축구전용구장을 지어주고 훈련장과 숙소 부지를 제공하겠다는 안양시의 약속이 1996년 LG 치타스를 유치했던 이석용 안양시장이 물러나고 차일피일 미루어졌다. 그 후 2003 시즌이 끝나고 안양시와 시설확충을 위해 협의하였지만 안양 LG 치타스는 기대했던 답변을 듣지 못 하였다.
결국 2003년 12월 16일, 안양 LG 치타스가 누적 적자를 해결하고 흑자경영으로 축구발전을 도모하기 위해 연고지를 서울로 이전을 추진하기로 결정했다고 발표했다. 구단에 따르면 서울시와 원칙적인 이전 합의도 끝냈고, 서울시도 이전을 환영하는 입장이었으나 프로축구연맹은 "기존 팀의 이전은 언제든지 가능하다"며 신생팀 창단 우선 원칙을 내세웠다.

### 서울시의 결정
서울시는 2004년 1월 14일, 동월 26일부터 28일까지 신생구단 창단 공모를 받고, 만약 창단 추진 기업이 없을 경우 기존 K리그 구단의 연고이전을 추진한다고 발표했다.
그리고 1월 29일, 서울시는 30대 대기업에 별도의 공문을 보내 창단을 권유했지만 창단의향서를 제출한 기업이 없어, 1월 30일 공개 모집공고를 낸 후 2월 11일까지 기존 K리그 구단들에게 연고이전 의향서를 받고 심사를 거쳐 연고이전 구단을 선정하겠다고 밝혔다.

### '선 신생팀 창단' 원칙 폐지
그동안 서울 연고의 신생팀 창단에 무게를 두어왔던 프로축구연맹은, 경제여건 등으로 사실상 창단이 힘들고이렇게 신생팀 창단이 어려운 상황에서 창단만을 고집하기 보다는 기존 팀이라도 들어와 서울시장을 개척, 활성화시키는 것이 중요하다는데 의견을 모으고2004년 2월 6일 이사회에서 기존 구단의 서울 입성을 만장일치로 결의하여 '선 신생팀 창단, 후 기존구단 이전' 원칙을 폐지했다. 이미 서울로의 연고지 이전을 선언한 안양 LG 치타스를 포함, 광주 상무 축구단을 제외한 당시 K리그 12개 구단에게 동등한 기회를 주기로 했다.

### 부산 아이콘스의 이전 선언
2004년 2월 11일, 부산 아이콘스도 서울로의 연고지 이전을 선언한다. 이유는 안양 LG 치타스와 마찬가지로 적자운영을 타개하기 위함이었다.

### 안양 LG 치타스의 서울 입성
2004년 3월 10일, 부산 아이콘스가 연고지 이전 신청을 철회했다. 이에 따라 다음날인 11일 프로축구연맹은 긴급 이사회에 이사 16명 중 14명이 참가한 가운데 유일한 연고이전 신청 구단으로 남은 안양 LG 치타스의 서울 입성을 만장일치로 승인한다.

## 비판
정책 시행 완료 이후 나온 일부 언론 기사와 책에서는 이 정책을 서울 연고 3개 구단을 강제적으로 이전시킨 강압적인 정책으로 규정하기도 하며아래 같은 비판들이 제기되고 있다.
한 프로축구단 관계자는 한국경제와의 인터뷰에서 당시 서울 인구는 1041만여명, 연고지 이전을 한 부천, 안양, 천안 인구는 다 합쳐도 173만여명으로, 세계적으로 볼 때 연고지는 더 큰 시장으로 이전하는 것이 상식인데 이를 뒤집고 결국 정부의 규제로 경쟁 스포츠인 프로야구가 최대 시장 서울을 무혈 점령하는 결과를 가져왔다며 비판하였다. 스포츠동아의 스포츠 2부 부장은, 국내 프로스포츠 최대 시장인 서울 연고지를 제대로 활용하지 못했던 것은 당시 서울 연고지가 공동화(空洞化)되었기 때문으로 한심스럽고 우매한 결정이었다고 비판하였다.
풋볼리스트 기자는 프로축구 부흥을 위한다는 명분으로 시행되었지만 결국 프로축구의 성장을 가로막아 폐지되었다고 비판하였으며한국일보 기자 역시 사람과 돈이 몰린, 프로스포츠 입장에서는 가장 적극적으로 덤벼들어야 할 시장을 다 같이 비워놓자는 희한한 발상이었으며 프로축구 발전을 저해한 대표 사례로 대한축구협회가 나서서 밀어붙였다고 비판하였다.
스포츠서울 기자는, 서울 연고 3개 구단을 밀어낼때 그 때 중소도시인 안양, 부천, 천안 보다는 좀 더 규모가 크면서, 월드컵 경기장을 유치한 광역시로 이동하게 하였으면 더 효과가 컸을 것이라고 비판하기도 하였다.
허정무 한국프로축구연맹 부총재는 2018년 11월 언론과의 인터뷰에서 서울 연고 공동화 정책은 서울 연고 구단이
지방으로 이전하는 이상한 현상을 만들어냈는데 정부지침이긴 하지만 프로축구 발전을 위해 당시에 어떻게든 막았어야 했던 정책이라고 비판하였다.

## 기타
서울 연고 공동화 정책과 관계된 FC 서울과 FC 안양은 2017년 FA컵, 그리고 제주 유나이티드와 부천 FC 1995는 2020년 K리그2에서
각각 맞대결을 펼친 적이 있는데 이 경기를 언론 등에서 "연고이전 더비"라고 부르기도 하였다.

## 같이 보기
- K리그 연고지
- K리그

## 참고 자료
- 한국프로축구연맹 공식 K리그 역사
- 한국프로축구연맹 책자 <한국프로축구 30년>
- 월간축구(현 베스트일레븐) 서울 연고 공동화 관련 기사 1995년~1996년
- 국립중앙도서관 일간스포츠 서울 연고 공동화 관련 기사 마이크로필름 자료 1994년~1996년